# John Milton Hoberman

John Milton Hoberman

John Milton Hoberman (* 1944) ist Professor für Germanische Sprachen an der University of Texas at Austin und einer der bedeutendsten sozialwissenschaftlichen Kritiker des Sports.

## Biografie
Er studierte Englisch und Germanische Sprachen und schloss dies 1966 mit dem B.A. am Haverford College, Haverford, PA, dem MA 1969 und PhD 1975 an der University of California, Berkeley ab. Er unterrichtete Norwegisch in Berkeley, der University of Wisconsin–Madison und 1975–1976 an der Harvard University. Dort war er von 1976 bis 1979 Assistant Professor für Skandinavische Sprachen, ehe er an die University of Texas at Austin wechselte, wo er von 1979 bis 1992 die Professorenlaufbahn durchlief, ehe er „Full“-Professor und von 2005 bis 2009 Institutsdirektor wurde. 2014 ging er als Professor in den Ruhestand. Er ist Fellow des European Committee for Sports History.
Als Experte für den Sport in den skandinavischen und deutschsprachigen Ländern hat er auch mit Kollegen aus diesen Ländern zusammengearbeitet. Seine provokanten Bücher sind in die verschiedenen Sprachen übersetzt worden. Sein Buch Mortal Engines (Sterbliche Maschinen) wurde ein Standardwerk der deutschen Dopinggeschichte. Er gilt als Experte für die amerikanische Dopingszene, bei der er aber die Sportverbände kritisiert, da sie mehr am Image des eigenen Verbandes als an der Lösung des Problems interessiert seien. Er hat den weit verbreiteten Rassismus im amerikanischen Sport kritisiert. Hierbei wurde ihm aber vorgeworfen, selbst aus einer rassistischen Position heraus zu argumentieren.
Bei dem European Committee for Sports History hielt er die Horst Ueberhorst Honorary Address.

## Veröffentlichungen
- Sport and Political Ideology. Austin 1984. ISBN 0-292-77588-1.
- The Olympic Crisis: Sport, Politics, and the Moral Order. New Rochelle, New York 1986. ISBN 0-89241-224-0.
- Mortal Engines: The Science of Performance and the Dehumanization of Sport. New York 1992. ISBN 0-02-914765-4.
  - deutsch: Sterbliche Maschinen: Doping und die Unmenschlichkeit des Hochleistungssports. Aachen 1994. ISBN 3-89124-196-8.
- Darwin's Athletes: How Sport Has Damaged Black America and Preserved the Myth of Race. Boston 1997. ISBN 0-395-82291-2.
- mit Verner Møller: Doping and public policy . Odense 2004. ISBN 8778389429.
- Testosterone Dreams. California 2005. ISBN 0-520-22151-6.
- Black and blue: the origins and consequences of medical racism. Berkeley 2012. ISBN 9780520248908.